# Kościół św. Elżbiety w Warszawie
Kościół św. Elżbiety – kościół parafialny i jednocześnie Sanktuarium Matki Bożej Tęskniącej w Powsinie, w warszawskiej dzielnicy Wilanów.

## Historia kościoła
Początki powsińskiego kościoła sięgają XIV wieku. W 1398 roku Elżbieta Ciołkowa, wdowa po Andrzeju Ciołku kasztelanie czerskim, za radą swych synów - Wyganda, Andrzeja, Stanisława i Klemensa ufundowała na terenie obecnego Powsina drewniany kościół pod wezwaniem św. Andrzeja Apostoła i św. Elżbiety dla wspomożenia duszy jej męża i dusz wszystkich wierzących przyjaciół oraz dla oddania chwały Bogu wszechmogącemu, Najświętszej Pannie Maryi. Formalny akt zatwierdzenia parafii w Powsinie wydano 12 lat później. W 1410 roku biskup poznański Wojciech (Albert) odłączył od parafii wilanowskiej wsie Powsino, Jeziorna i Lisy, których mieszkańcy skarżyli się, że mają daleko do kościoła w Wilanowie, tworząc z nich odrębną jednostkę i przypisując je do nowego kościoła w Powsinie.

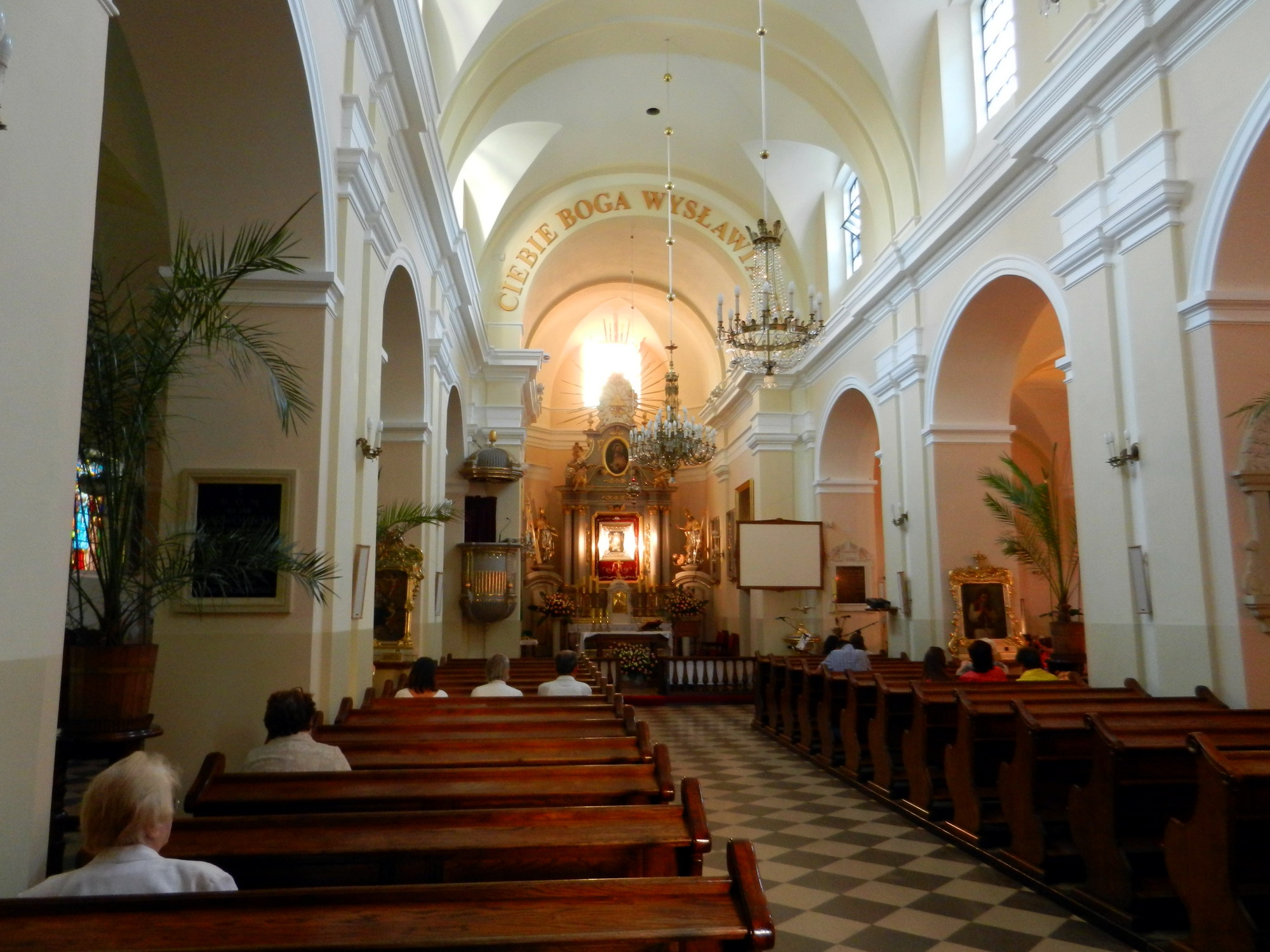
Wnętrze świątyni

Drewniana świątynia została zniszczona najprawdopodobniej w czasie potopu szwedzkiego. Drugi, który powstał na jego miejscu, również drewniany, musiał być w złym stanie i nie wykończony. Dopiero w 1725 roku, fundacja Elżbiety z Lubomirskich Sieniawskiej, ówczesnej właścicielki dóbr wilanowskich, w tym i Powsina, pozwoliła na zbudowanie okazałego murowanego kościoła. Jego projektantem był architekt doby baroku, Józef Fontana. Owa osiemnastowieczna budowla stanowi rdzeń dzisiejszej świątyni, kościół projektu Fontany był bowiem jednonawowy i o wiele krótszy niż dzisiaj.
W latach 1803–1815 proboszczem parafii i gospodarzem kościoła był ks. Jan Paweł Woronicz, późniejszy prymas Królestwa Polskiego.
W 1889 roku kościół, który z biegiem lat stał się za mały dla rozwijającej się parafii, staraniem hrabiny Aleksandry Potockiej, która wyłożyła znaczną część funduszy oraz dzięki składkom parafian, rozbudowano. Dodano nawy boczne i kruchtę oraz dwie wieże.
Kolejnej przebudowy dokonano w 1921 roku z inicjatywy ks. Teofila Mierzejewskiego, ówczesnego proboszcza, według planów architekta Józefa Dziekońskiego. Kościół uzyskał wtedy swój dzisiejszy wygląd, przedłużono bowiem wówczas wszystkie trzy nawy od strony kruchty, zlikwidowano dwie dziewiętnastowieczne wieże i postawiono wolno stojącą dzwonnicę.

## Cudowny obraz Matki Bożej Tęskniącej

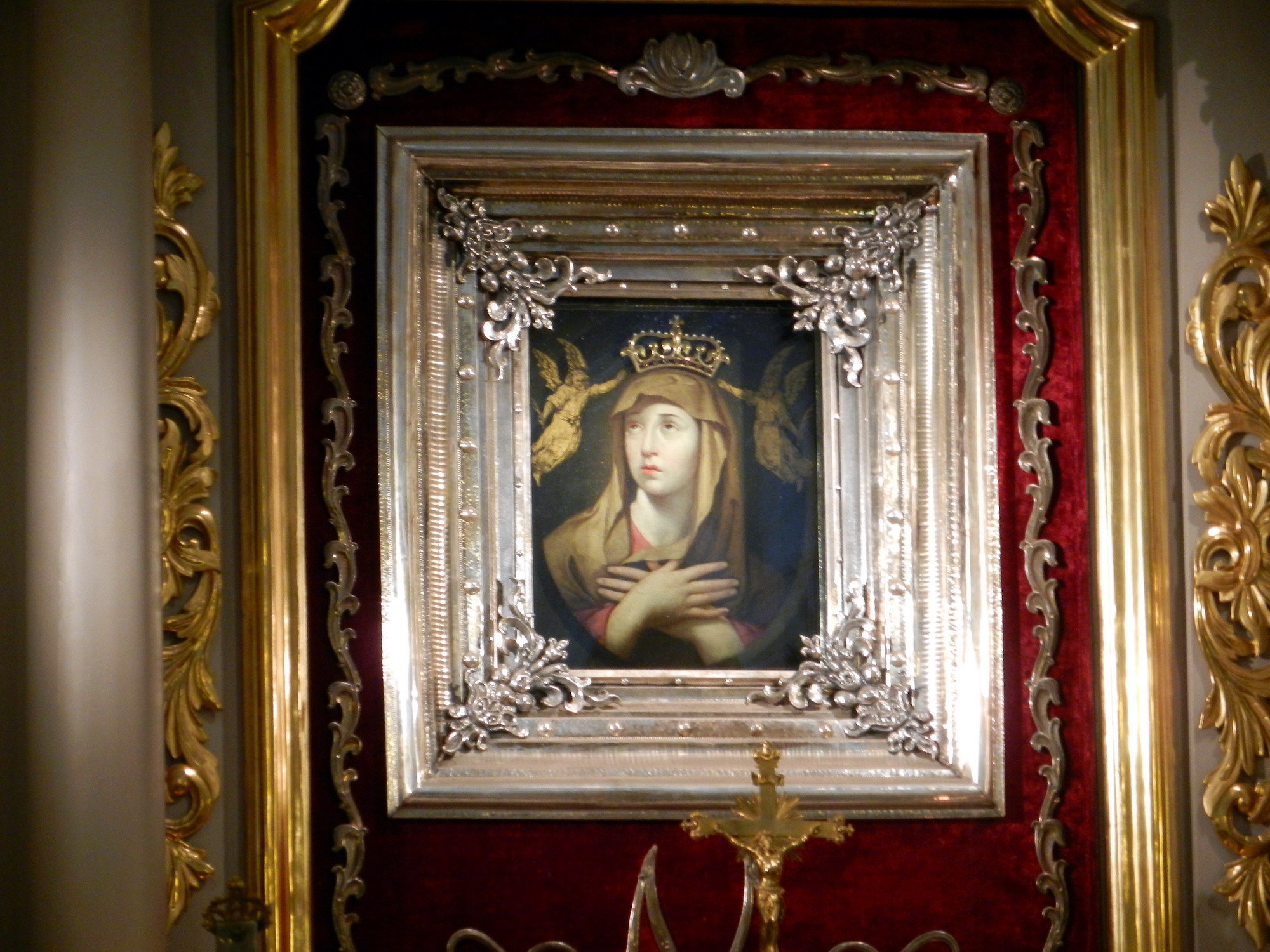
Cudowny obraz Matki Bożej Tęskniącej

W ołtarzu głównym od przeszło 300 lat znajduje się słynący łaskami i otaczany czcią wiernych obraz Matki Bożej Tęskniącej, zwanej Powsińską. Wizerunek namalowany farbą olejną na płótnie nosi cechy XVII-wiecznej szkoły włoskiej, a jego autor pozostaje nieznany.
Czas jego powstania określa się na 1. połowę XVII w. Obraz jest wizerunkiem Matki Boskiej, na którym Maryja składa swe ręce na piersi w modlitewnym geście, a jej twarz zwraca się ku górze. Nieznana jest data umieszczenia wizerunku w powsińskim kościele. Jednak już w dokumentach z 1675 r. bp Stanisław Święcicki nazywa go cudownym i już wtedy wymienia się pierwsze wota, jakie wierni składali w podzięce za łaski otrzymane w Powsinie. Przez wiele stuleci historia cudów, uczynionych za sprawą świętego obrazu, przekazywana była ustnie. Świadectwem kultu Matki Bożej Tęskniącej w Powsinie, częściowo zahamowanego w czasie zaborów, są liczne wota umieszczone przy tym obrazie. Podczas II wojny światowej i powstania warszawskiego obraz otoczony był szczególną czcią. Wierzono, że za przyczyną tego wizerunku może przyjść ocalenie i odrodzenie ojczyzny.
Przez wiele dziesięcioleci obraz posiadał srebrną sukienkę i pozłacaną koronę, podtrzymywaną przez dwóch aniołów. Nową sukienkę, zasłaniającą całą postać Matki Bożej i wydobywającą z tła jedynie twarz i dłonie przygotowano po gruntownej restauracji obrazu w 1975 roku.
Matka Boża Tęskniąca od 1753 roku zasłaniana jest obrazem Trójcy Świętej namalowanym na desce. Obraz odsłaniany jest podczas nabożeństw majowych i październikowych oraz w święta i uroczystości maryjne. Głowę powsińskiej Madonny zdobi złota, papieska korona, którą 28 czerwca 1998 r., kiedy obchodzono sześćsetlecie istnienia kościoła uroczyście nałożył prymas Polski Kardynał Józef Glemp.